# Craterul Tookoonooka
Tookoonooka  este un crater de impact meteoritic situat în South West Queensland, Australia. Acesta se află adânc îngropat în rocile sedimentare din mezozoic  ale Bazinului Eromanga și nu este vizibil la suprafață.

## Date generale
Tookoonooka a fost descoperit pe baza datelor seismice colectate în timpul unei explorări de rutină după petrol și a fost raportat prima dată într-o publicație din 1989, dovada că este o structură de impact vine din descoperirea de cuarț șocat. Estimările privind diametrul craterului sunt de la 55 km la 66 km. Impactul a avut loc în timpul depunerilor din Cretacic, vârsta este diferit estimată a fi între 123-133 milioane ani, sau 115–112 milioane ani. Tookoonooka este asociat cu mai multe câmpuri petrolifere mici.